# シグナス OA-9E
OA-9EはオービタルATKの無人宇宙補給機シグナスの10回目のフライトであり、NASAとオービタルATKの間商業補給サービス契約下の9回目の国際宇宙ステーションへのフライト。このミッションは2018年5月21日 08:44:00（UTC）に打ち上げられた。オービタルATKとNASAは国際宇宙ステーション（ISS）への商業貨物補給サービスを提供する新しい宇宙輸送システムを共同開発した。商業軌道輸送サービス（COTS）計画のもと、当時のオービタル・サイエンシズが中型ロケットのアンタレス、先進的な機動宇宙船のシグナスを設計及び組立て、提携企業のタレス・アレーニア・スペースから与圧貨物モジュールの供給を受けた。

## 来歴

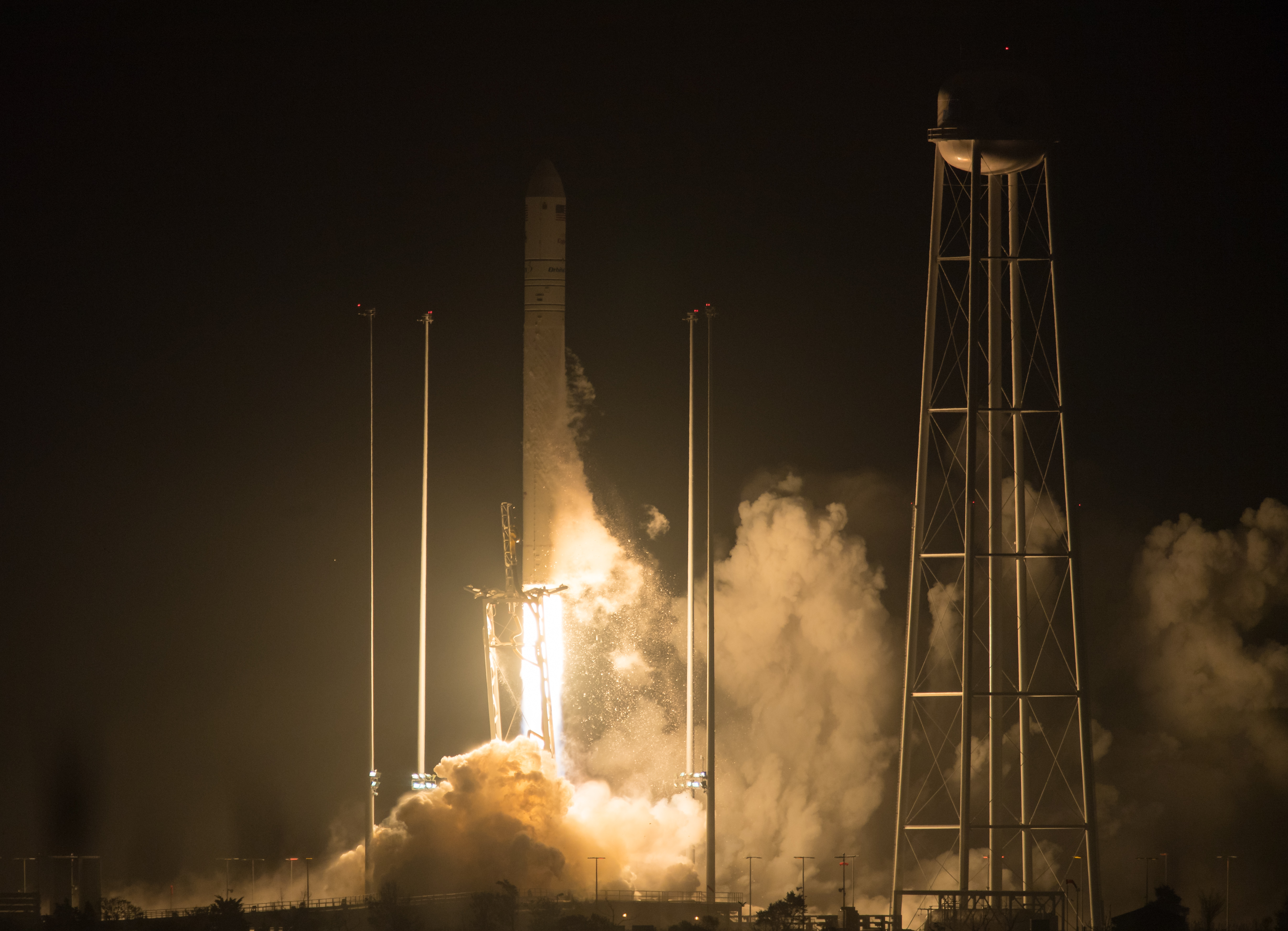
シグナス CRS OA-9Eを運ぶアンタレスの打ち上げ

2013年9月に商業軌道輸送サービスの実証飛行が成功し、オービタルATKは商業補給サービス計画に基づき2014年中に2回のISS補給ミッションを請け負うことになった。しかし、3回目の打ち上げとなるシグナス CRS Orb-3はアンタレス130ロケットが離床直後に爆発したため失敗に終わってしまった。同社はアンタレス100シリーズを廃止して新しい推進システムの導入を加速させた。アンタレスシステムは第1段エンジンに新規に製作されたRD-181エンジンを搭載して頼性の向上とペイロードの増加が図られた。
その間、同社は2015年12月のCRS OA-4と2016年3月のCRS OA-6を飛行させるためにユナイテッド・ローンチ・アライアンス（ULA）と2機のアトラスVロケットをフロリダ州のケープ・カナベラルから打ち上げる契約を結んだ。同社はシグナスのミッションとして2016年の第1四半期（CRS OA-5）、第2四半期（CRS OA-6）および第4四半期（CRS OA-7）を計画していた。この内、2回のフライトは新しいアンタレス 230を使用し、1回は前述のアトラスVの2機目を使用することになった。この3回のミッションによって、オービタルATKは当初のCRS契約のペイロード義務をカバーすることができた。OA-9Eとして知られるこの特別なミッションは、商業補給サービスフェーズ2（CRS-2)契約が発効するまでの間、NASAが必要とするISSへの補給を可能とする延長計画の一部である。OA-9ではなく OA-9Eと呼ばれるのは、アトラス V とより強力なアンタレス 230 の組み合わせに切り替えたことにより、オーブ-3の失敗を含めてもわずか7回の飛行で当初の契約をカバーできたためであり、Eは実際には最初に契約された貨物輸送の拡張であることを示している
。
シグナス宇宙船の製造と組立てはバージニア州ダレスで行われた。シグナスのサービスモジュールと与圧貨物モジュールの結合は打ち上げ施設で行われ、ミッションの運用はバージニア州ダレスとテキサス州ヒューストンの管制センターから行われた。

## 宇宙船
このミッションはオービタルATKのNASAとの商業補給サービス契約下での10回のフライトの9回目のフライトで、当初の契約の延長とみなされていた。また、拡大型のシグナスPCM（与圧貨物モジュール）の6回目のフライトだった。このミッションは2018年5月21日に打ち上げられた。
オービタルATKの伝統に則り、2017年に亡くなったオービタル・サイエンス社の前の社長兼最高経営責任者にちなんで宇宙船J.R.トンプソンと名付けられた。トンプソンはオービタル社で複数の管理職を歴任し、アンタレスロケットや同社の打ち上げ機ファミリーの他のロケットの開発を監督していた。

## 貨物の内訳
NASAはオービタルATKとCRS OA-9Eミッションの契約を結んでおり、これに従って主要貨物、打ち上げ日時、シグナス宇宙カプセルの軌道パラメーターを決定した。CRS OA-9Eは総計3,350キログラム (7,390 lb)の貨物を国際宇宙ステーションへ輸送した。その内訳は国際宇宙ステーションに向けてパッキングされた与圧貨物3,258 kg (7,183 lb)と、非与圧貨物82 kg (181 lb)だった。非与圧貨物にはナノラックス展開器と、シグナスがISSから離脱したあとでリリースされる6機のキューブサットが含まれていた。
ISSに運ばれた貨物の内訳は以下の通り：
- 乗員補給品：811 kg (1,788 lb)
- 科学研究機材：1,021 kg (2,251 lb)
- 船外活動装備：132 kg (291 lb)
- 宇宙船資材：1,192 kg (2,628 lb)
- コンピューター資材：100 kg (220 lb)
- ロシアのハードウェア：13 kg (29 lb)
- ナノラックスCubeSat展開器（英語版）：82 kg (181 lb)

## ISSのリブースト試験
アンバース作業が進行する数日前に、シグナスは宇宙船のリブースト能力のテストというユニークなタスクを実行した。通常はロシアのプログレス宇宙船が担当するこの任務を商用宇宙船が行うのは今回が初めてだった。
7月10日午後4時25分 EDT（20時25分 UTC）、シグナスのメインエンジンが約50秒間点火された。NASAによると、それはほんの短いリブーストのテストだったが、それでも高度を約80メートル上昇させたということである。